# Елисеевичи (Брянский район)
Елисеевичи — село в Брянском районе Брянской области, в составе Мичуринского сельского поселения. Расположено в 5 км к юго-западу от посёлка Мичуринский, в 9 км от городской черты Брянска. Население — 40 человек (2010).
В 2 км к югу от села находится международный аэропорт Брянск.

## История
Впервые упоминается в 1595 году как вотчина Свенского монастыря; существует легенда о даровании села монастырю князем Романом в XIII веке).. Храм села упоминается с начала XVII века (нынешнее строение 1843 года).
Входило в состав Подгородного стана Брянского уезда; в середине XIX века — в экономическую Супоневскую волость; с 1861 по 1924 — волостной центр (с 1921 — в составе Бежицкого уезда). В 1891 году в селе был открыт фельдшерский пункт, в 1899 — церковно-приходская школа.
В 1924—1929 гг. в Бежицкой волости; с 1929 года в Брянском районе.
До 1930-х гг. — центр Елисеевского сельсовета, затем до 1970 в Толмачевском сельсовете, в 1970—1975 — в Добрунском.

## Население
| 2010 | 2013 |
| ---- | ---- |
| 26   | ↗35  |

## Достопримечательности
- Храм во имя Святителя Николая — памятник архитектуры середины XIX века (полуразрушен)
- К северо-востоку от села — крупный курганный могильник[5]